# Casal Orfeó Canongí
El Casal Orfeó Canongí és una obra noucentista de la Canonja (Tarragonès) protegida com a Bé Cultural d'Interès Local.

## Descripció
Edifici eclèctic, de planta rectangular i dos pisos. Té la coberta inclinada amagada darrere del frontó corbat de la façana. Aquesta té una composició acadèmica amb tres arcs de mig punt, el central inscrit en un de major alçada sobre columnes clàssiques. La façana està mal conservada per ser feta amb materials pobres. Està separat del carrer mitjançant un jardí.